# Oude Pastorij (Essen)
Het gebouw en de tuin van de Oude Pastorij doen sinds 1976 dienst als gemeenschapscentrum en zijn gelegen in Essen, een van de meest noordelijke gemeenten van Vlaanderen, pal aan de grens met Nederland. Het park is 1,4 hectare groot en ligt midden in de dorpskern van Essen. Van de 13de eeuw tot 1898 huisden de pastoors (witheren van Tongerlo) van Nispen, een aanpalend dorp in de Nederlandse provincie Noord-Brabant en Essen in de pastorijwoning. Vermoedelijk stond het gebouw er al voor de 13de eeuw en deed het dienst als jachtkasteeltje voor de heren van Brabant. De pastorij bood plaats aan 28 personen en had een kapel, brouwerij, boerderij en ophaalbrug. Sinds 1976 is de Oude Pastorij en zijn omgeving een beschermd monument en landschap met een lange geschiedenis. Eerst toebehorend aan de abdij van Tongerlo, later in privébezit en 1956 eigendom van de gemeente Essen. Van de oorspronkelijke bebouwing rest nog minder dan een kwart.

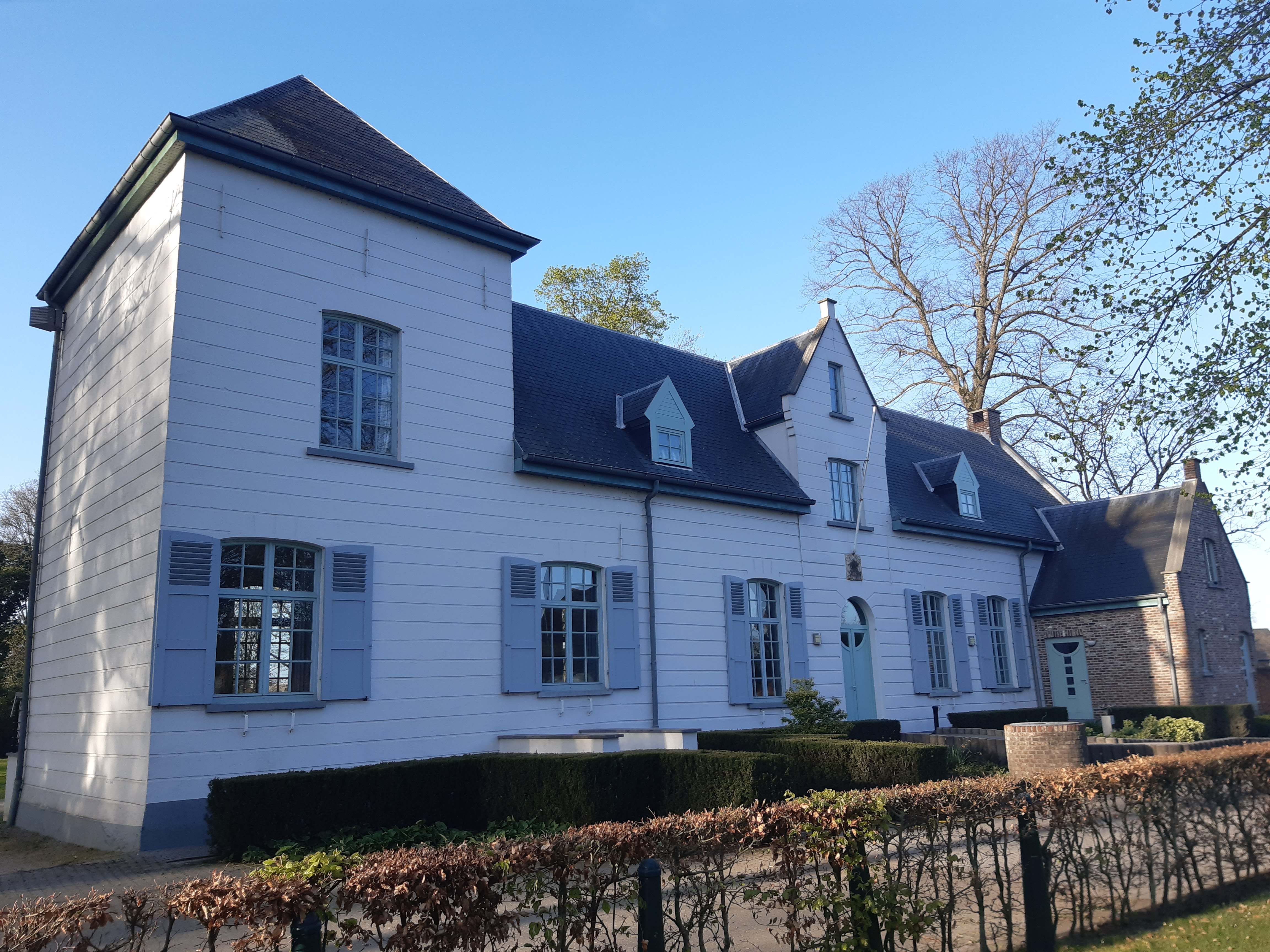
Voorgevel Oude Pastorij (anno 2020)

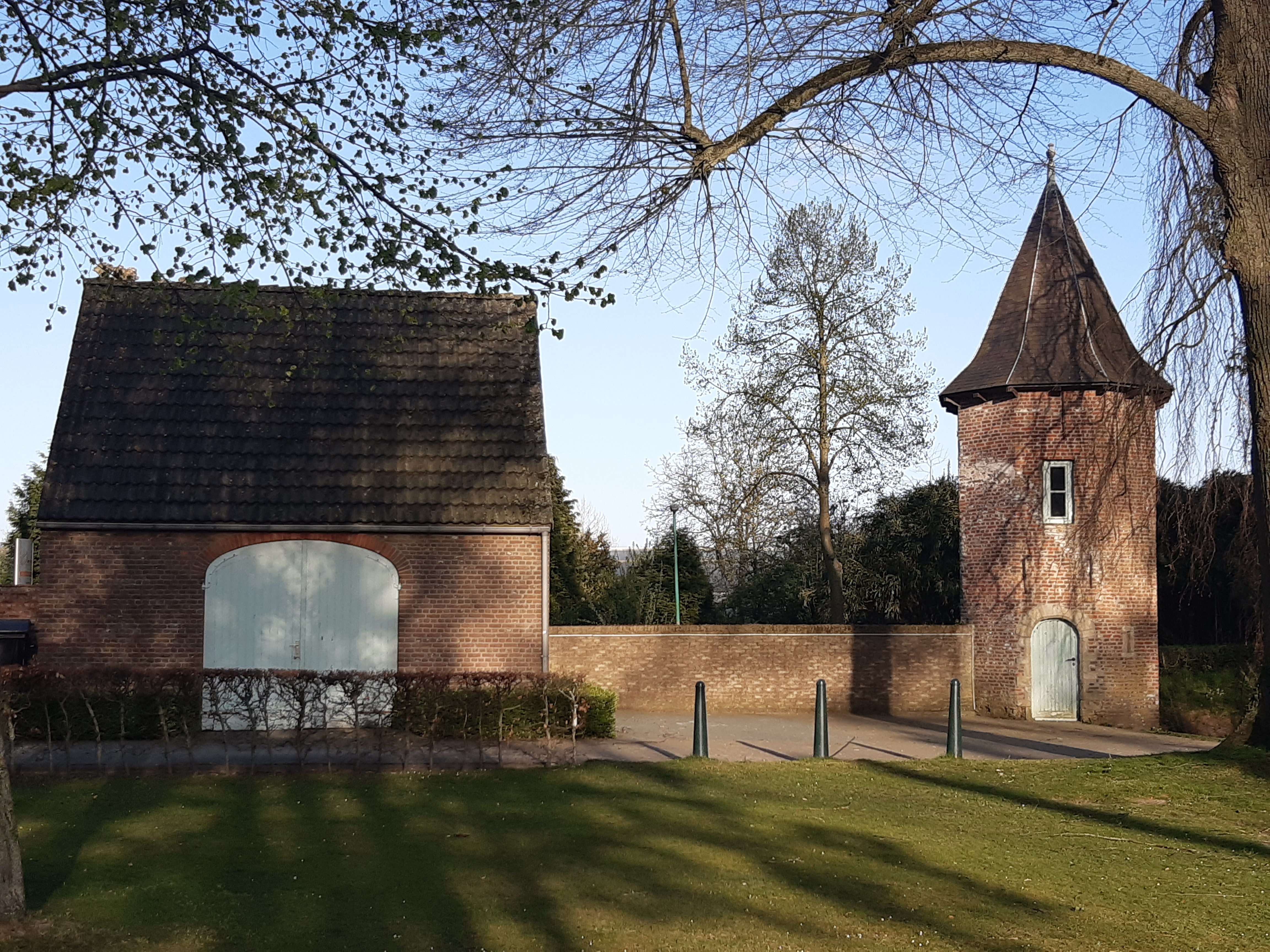
Spaans torentje en schuur (anno 2020)

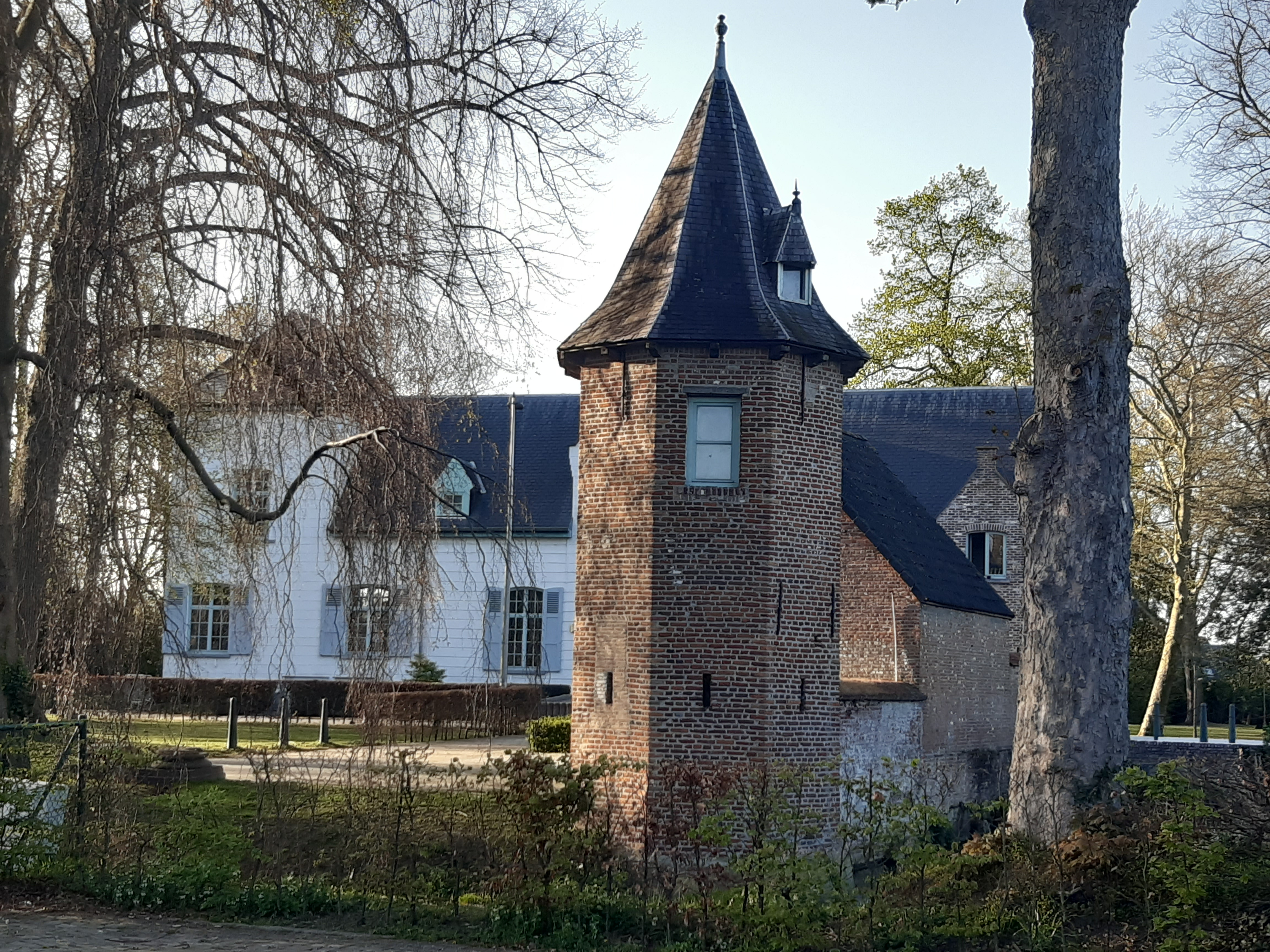
De Oude Pastorij (anno 2020)

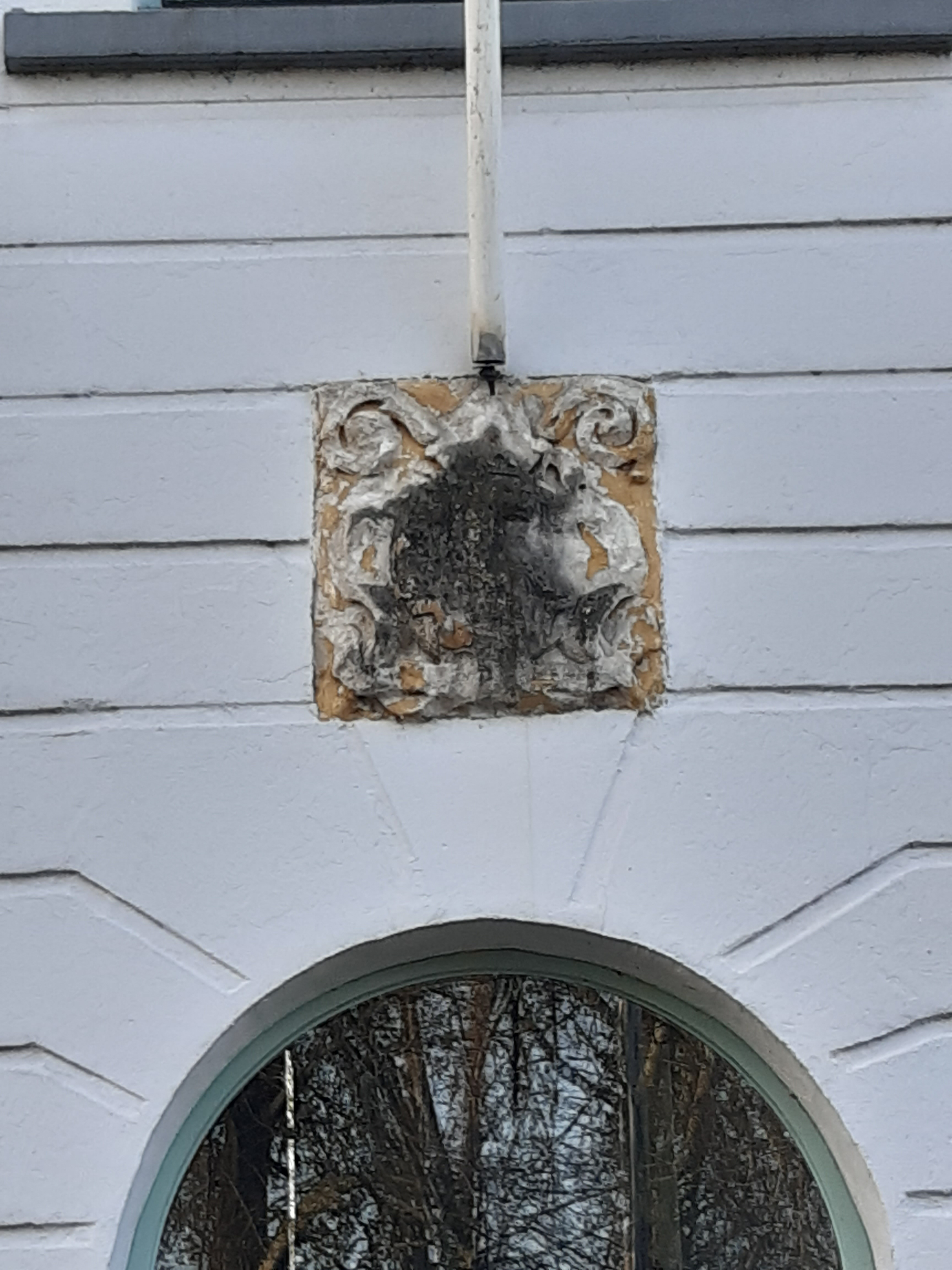
Wapen van Prelaat Piëra (aangebracht eind 17e eeuw)

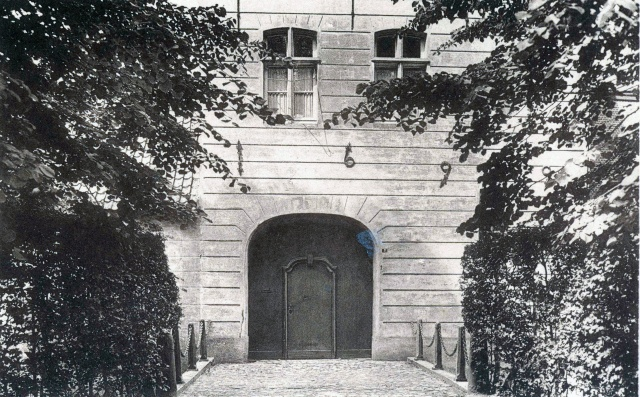
Muurankers 1699

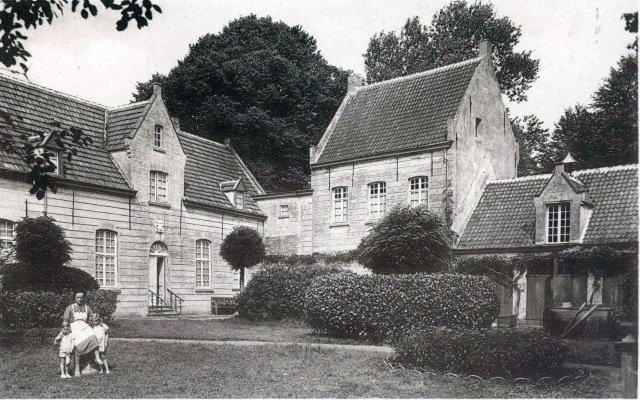
Postkaart Oude Pastorij 1781

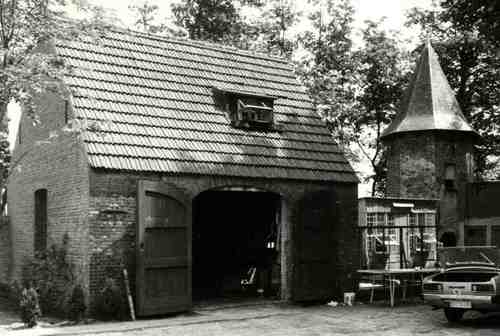
Schuur en torentje 20ste eeuw

## Historiek
Essen kwam in 1159 in de geschreven geschiedenis, waarschijnlijk stond er toen al een gebouw op de plaats waar nu de Oude Pastorij staat. Eén hypothese heeft het over een jachtkasteeltje van de heren van Brabant. In het cijnsboek uit 1362 wordt er verwezen naar goederen van ene Arnold Meys die gelegen waren tegenover de Pastorij.

### Schenking van Berner van Rijsbergen (1159)
Berner van Rijsbergen schonk zijn bezittingen onder Esschen (Essen) aan de abdij van Tongerlo. Wat deze bezittingen precies omvatte is niet helemaal duidelijk. De grond waarop de Oude Pastorij staat was daar met zekerheid een deel van en vermoed wordt dat onder andere de watermolen in Essen ook tot zijn bezittingen behoorden.

### De Oude Pastorij in de geschreven geschiedenis (1362)
De eerste geschreven bronnen over de gemeente Essen dateren van 1159, de eerste schriftelijke melding van de Pastorij als gebouw dateert van 1362, al zijn er aanwijzingen dat daar al een priester woonde eind de 13e eeuw.

### Het duistere verleden (15de en 16de eeuw)
In 1422 werd pastoor Willem van Gestel vermoord door zijn neef in de pastorijwoning. 135 jaar later liet ook pastoor Henricus Bosch daar het leven, deze keer door roofmoord. Eind de 16e eeuw (1587) verwoestte de Spanjaarden de Pastorij en de daarbij horende gebouwen.

### Prelaat Georgius Piëra (1699)
Pater Piëra, een Tongerlose abt van Spaanse afkomst (1695-1723) betrok de Pastorij nadat hij ingrijpende renovaties liet uitvoeren en een torentje in Spaanse stijl liet bouwen eind de 17e eeuw. De rondboogdeur, waar tot op heden het wapen van Prelaat Piëra boven te zien is, is daar nog één van. Centraal bij de heropbouw stond het grote en comfortabele woonhuis met 28 slaapplaatsen. Onder de toegangspoort bouwde de toenmalige pastoor een kapel die plaats bood aan 130 mensen. Muurankers verwijzen naar het jaar 1699.

### Franse Revolutie (1789–1799)
Tijdens de Franse Revolutie werd de Pastorij overgedragen aan de gemeente Essen doordat de kerkvaders (kloosterlingen) deze eigendom verloren. In 1801 richtte de gemeente Essen er een zelfstandige parochie op. Een jaar later trokken er 2 priester in de pastorijwoning in.

### Van gemeente naar Privé-eigendom (eind 19de eeuw)
Eind de 19e eeuw werd er besloten om een nieuwe Pastorij te bouwen dicht bij de kerk aan de grens en de gemeenteraad stemt in 1899 in met een openbaar verkoop van de oude Pastorij. In 1900 kocht notaris Van de Velde uit Antwerpen, als eerste privé-eigenaar, de Pastorij als buitenverblijf. Hij liet de zuid- en westvleugel, hoektoren slopen. De andere bijgebouwen (de kapel, schuren en stallen) werden gerenoveerd naar een werk van architect Louis de Vooght.

### Wereldoorlog II (1940-1945)
Tijdens de bevrijdingsgevechten werd het poortgebouw en de bergplaats (voorheen de Kapel) verwoest. Ook de noordvleugel werd zwaar beschadigd. De ganse Pastorij werd herleid tot minder dan een kwart van de oorspronkelijke bebouwing.

### Naoorlogse geschiedenis
In 1956 werd het gebouw en de daarbij horende gronden terug eigendom van het gemeentebestuur Essen. Het gebouw werd vanaf dan gebruikt als kleuterschool en de lokalen werden ook benut door de KSA. 18 jaar later werd de noordelijke vleugel gerenoveerd naar een ontwerp van architect J. Naulaerts. In 1976 werd de Oude Pastorij een beschermd monument en doet het dienst als gemeenschapscentrum van Essen. Begin de jaren ’90 werden er nog restauratiewerken uitgevoerd. In 2012 rest enkel nog de brede gracht, toren en het noordelijke gebouw.

## Architectuur
De Pastorij ziet er uit als een witheren-pastorie, een klassieke norbertijnse abdijhoeve met een grote binnenplaats, stallen en schuren. Vooraan stond lange tijd een kapel en een poortgebouw die bereikbaar waren via de boogbrug. Heden rest enkel nog het noordelijke deel van de Oude Pastorij. In de zuidoosthoek bevindt zich een polygonaal torentje, opgetrokken in baksteen, onder een naaldspits van leien. Aansluitend ook een hersteld bijgebouw onder een zadeldak.
Het gebouw is op laatmiddeleeuwse muren gefundeerd en bovengronds zijn nog 16de - en 17de -eeuwse structuren bewaard. De bovenbouw bevat nog 17e-eeuwse elementen, in de kelders zijn nog laatmiddeleeuws metselwerken. Tijdens een kleinschalig archeologisch onderzoek (rond 1990) werden er oesterschelpen en aardewerk terug gevonden.

## Ligging
Essendonk 3, 2910 Essen België